# Resistência Francesa

Bandeira da Resistência Francesa

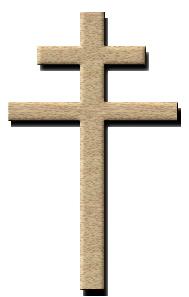
A Cruz de Lorena, escolhida pelo General Charles de Gaulle como símbolo da resistência

Resistência Francesa, chamada em França de La Résistance, designa o conjunto de movimentos e redes que, durante a Segunda Guerra Mundial, prosseguiram a luta contra o Eixo e os seus delegados colaboracionistas. Desde o armistício de 22 de Junho de 1940 até à Liberação em 1944. Os seus membros eram conhecidos como partisans ("partidários", em francês).
A Resistência foi um movimento formado por franceses que não aceitaram a submissão do Estado Francês ao poder da Alemanha nazi, e que se encontravam desiludidos com Pétain e com a política colaboracionista. A instauração da Revolução Nacional pôs fim aos partidos e aos sindicatos, para servir os ditos interesses "patriotas", forçando os dispersos grupos de resistência a unirem-se na luta contra o inimigo comum, para alcançarem a libertação do país.
No norte do país,  começaram-se estes grupos a formar em 1940. Nesse mesmo ano, uma manifestação estudantil foi dispersada à força de tiros. Na Universidade, foram-se formando grupos revolucionários, que deram origem a jornais como o Resistência. Entre 1941 e 1942 o norte do país viu nascer a Organization civile et militaire e o Libération-Nord.
No sul, a ação da resistência estava mais voltada para a propaganda, porque em 1942 esta parte de França não estava ocupada pelos alemães. Aqui os notáveis tinham alguma simpatia pelo governo de Vichy, enquanto que os partidários da resistência vinham da ala esquerda. Em Lyon, por exemplo, foi formada a Franc-Tireur, em torno de um grupo de jornalistas liderados por Marc Bloch, assassinado pelos nazis.
A resistência necessitou do apoio das forças aliadas para ter uma expressão mais significativa,ou melhor, que ultrapassasse as atividades clandestinas e as lutas de guerrilha. Em Outubro de 1941, os britânicos aceitaram centralizar a sua ajuda e criaram, em Londres, o Bureau Central de Renseignements et d'Action (BCRA), chefiado pelo coronel Dewaurin.

## As diferentes formas de considerar a Resistência

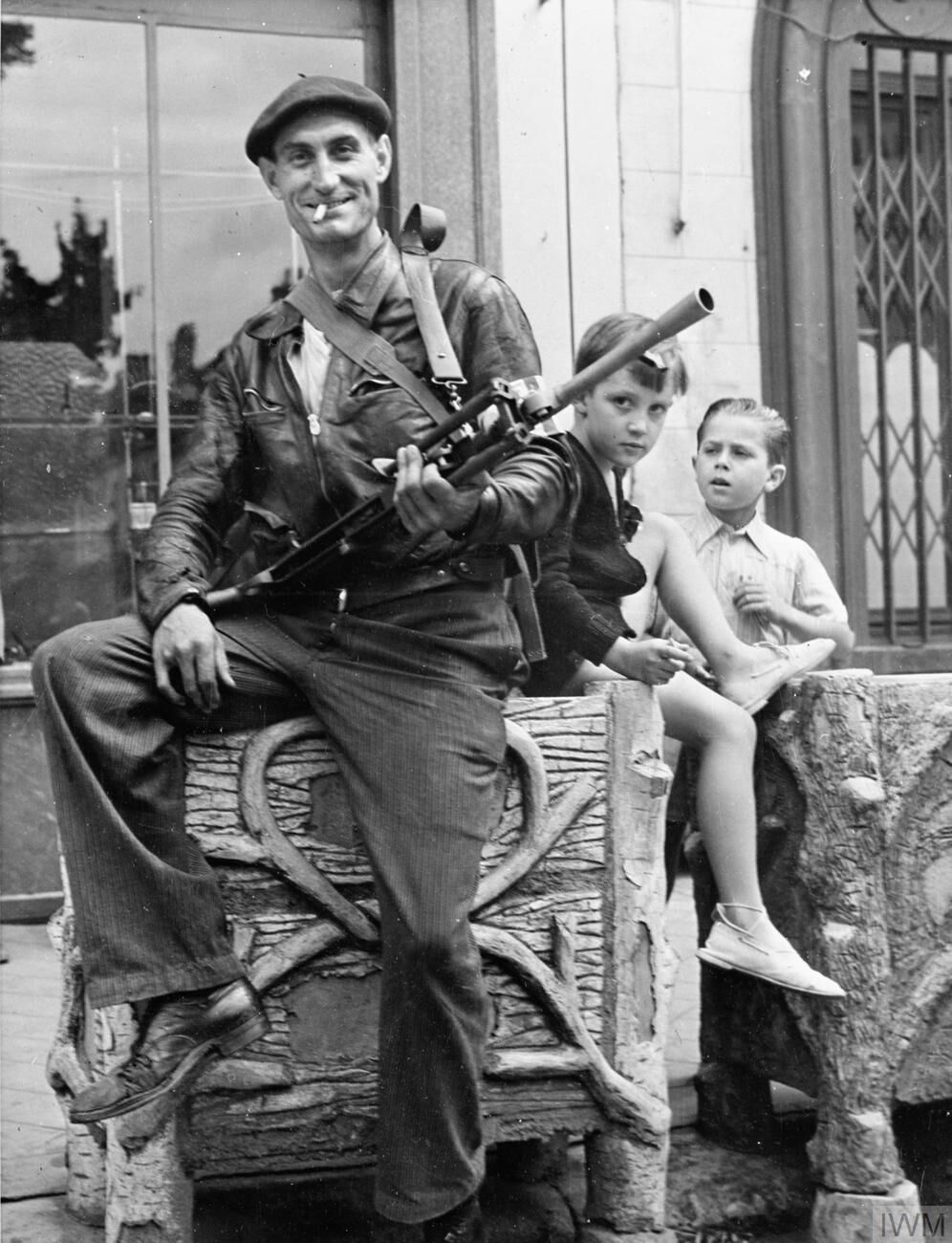
Voluntário da resistência francesa

Historiador da resistência francesa, Olivier Wieviorka, mostra que a Resistência pode organizar-se segundo uma lógica de guerra, à qual se ligam as redes e a luta armada, ou segundo uma lógica de ocupação, à qual correspondem os movimentos e as formas civis. Henri Michel, fundador do Comité de História da Segunda Guerra Mundial, definia a Resistência como «o conjunto dos combates levados a cabo em nome da liberdade da pátria e da dignidade humana» contra o ocupante e seus apoiantes.

### França livre e Resistência interior

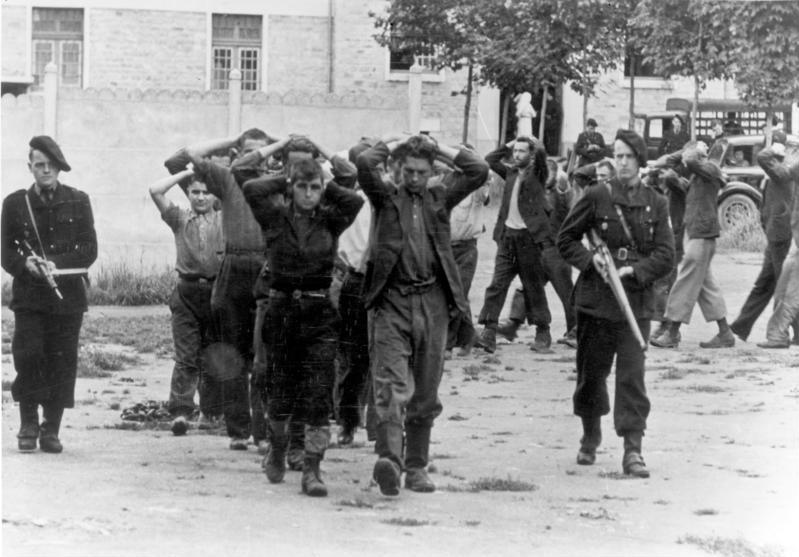
Membros da resistência francesa capturados sendo escoltados por militares da Milícia Francesa, um grupo de franceses fascistas.

A 18 de junho de 1940, o General de Gaulle apelou (pelo rádio) aos franceses com competências militares para se juntarem a ele em Londres. Os que responderam ao apelo são classificados como membros da «France libre» (França livre) ou resistentes do exterior.
A resistência do interior diz respeito aos homens e mulheres que, em França, seja na zona ocupada (chamada zona Norte), seja em zona livre (zona Sul, não ocupada até novembro de 1942), se organizaram para realizar ações contra as forças da Alemanha nazi, portanto contrárias à legalidade do invasor ou do governo de Vichy.
Na sua origem (1940), a França livre criou diversas redes de informação na metrópole, e os primeiros contactos com os movimentos de resistência interiores (finais de 1941). A unificação das duas resistências sob o comando do general de Gaulle foi principalmente dirigida por Jean Moulin, entre 1942 e 1943. Foi como simbolismo dessa resistência comum entre a «França cativa» e a «França livre» que esta última foi renomeada em julho de 1942 para «França combatente».

### O ponto de vista administrativo
Antes que os historiadores pudessem definir o que convinha englobar sob o termo de «Resistência», foi necessário determinar administrativamente quem tinha o direito a reclamá-lo, isto é, de requerer a pensão a que dava direito. Era um ponto particularmente importante para as viúvas, os viúvos e os órfãos dos 60 000 deportados políticos que nunca regressaram dos campos de concentração e dos 30 000 fuzilados entre 1940 e 1944.
Desde o fim da guerra, 250 000 cartas de Combatentes Voluntários da Resistência foram distribuídas aos candidatos dos 45 movimentos homólogos da Resistência francesa e das 270 redes da França combatente - que dependiam diretamente do Bureau central de renseignements et d'action (BCRA) de Londres. Por esta definição administrativa, os membros das redes do Special Operations Executive (SOE) não são contabilizados por dependerem de uma potência estrangeira: o Reino Unido. Alguns movimentos foram mais relaxados que outros para darem a sua concordância a candidatos duvidosos.

### Motivações para a resistência
Os componentes políticos e militares da Resistência podem ser separados. Há dois aspectos na atividade da resistência em França, durante a Segunda Guerra Mundial:
- uma reação nacional contra a ocupação estrangeira e de luta pela independência nacional, que é a principal ou uma das principais motivações para a maioria dos resistentes;
- uma luta política e moral contra o nazismo, a ditadura, o racismo e a deportação, que também é necessário ter em conta, caso se pretenda explicar a presença alemã na própria resistência francesa e nas ações antifascistas alemãs entre 1942 e 1944, nas Cevenas.

Estas duas reações combinam-se muitas vezes, particularmente nos militantes socialistas, nos radicais, no seio da direita republicana e na maioria dos militantes comunistas.

## Fatores externos: resumo cronológico

Zona livre e zona ocupada
até novembro de 1942, quando os alemães invadiram a zona livre, as condições de desenvolvimento da Resistência nas duas zonas são muito diferentes

A história da resistência francesa está em parte influenciada por um determinado número de fatores externos decorrendo do contexto histórico da Segunda Guerra Mundial e da França ocupada. É importante ter em mente as datas de alguns acontecimentos de primeira importância:
- 30 de setembro de 1938: assinatura do acordo de Munique;
- 23 de agosto de 1939: assinatura do Pacto nazi-soviético;
- 3 de setembro de 1939: após a invasão da Polónia, o Reino Unido e a França declaram a guerra à Alemanha;
- 17 de junho de 1940: o marechal Pétain apela a um cessar fogo e pede o armistício;
- 18 de junho de 1940: apelo do general de Gaulle: os militares e especialistas sobre armamento são convidados a juntar-se a ele em Londres para continuar o combate;
- 22 de junho de 1940: assinatura do armistício franco-alemão;
- 11 de julho de 1940: Philippe Pétain toma o título de chefe do Estado francês;
- 24 de outubro de 1940: Pétain e Hitler definem em Montoire os princípios de uma colaboração política;
- 22 de junho de 1941: a Wehrmacht ataca a União Soviética;
- 8 de dezembro de 1941: entrada dos Estados Unidos na guerra, no dia seguinte ao ataque japonês a Pearl Harbor;
- 4 de setembro de 1942: instauração do STO (Serviço de trabalho obrigatório, na Alemanha);
- 8 de novembro de 1942: desembarque americano na África do Norte (operação Torch);
- 11 de novembro de 1942: a Wehrmacht entra na Zona livre;
- 14 de dezembro de 1942: chegada à Córsega da missão secreta Pearl Harbor através do submarino Casablanca, para a preparação do desembarque;
- 30 de janeiro de 1943: criação da Milícia Francesa que substitui formalmente o exército do armistício, cuja função será reprimir a Resistência;
- 2 de fevereiro de 1943: capitulação do exército alemão em Estalinegrado;
- 16 de fevereiro de 1943: segunda lei sobre o STO. Surgem os primeiros Maquis;
- 9 de setembro de 1943: desembarque na Córsega de batalhões de choque franceses da África do Norte, através do submarino Casablanca;
- 4 de outubro de 1943: libertação total da Córsega dos ocupantes ítalo-alemães (1º departamento francês libertado);
- 6 de junho de 1944: desembarque dos aliados na Normandia;
- 15 de agosto de 1944: desembarque franco-americano em Provença;
- 24 de agosto de 1944: chegada da 2ª divisão blindada em Paris;
- 23 de novembro de 1944: liberação de Estrasburgo pela 2ª divisão blindada;
- 8 de maio de 1945: armistício na zona da Europa.

## Origens e movimentos da Resistência

### Sociologia

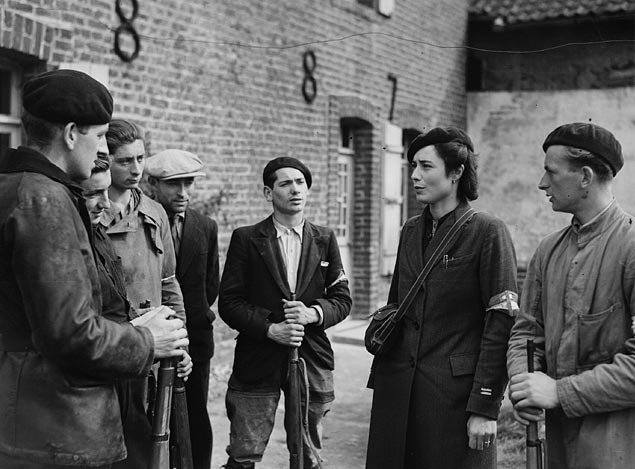
Membros dos Maquis.

O resistente Emmanuel d'Astier de La Vigerie, em Le Chagrin et la Pitié, quis dar a imagem de "inaptos sociais" aos resistentes. Na realidade, mesmo que na resistência existissem autênticas personagens romanescas e boémias, tais como o próprio d'Astier, estudos revelam que a grande maioria dos resistentes eram casados, tinham uma profissão, uma qualificação e uma vida familiar. Entre eles encontram-se universitários, jornalistas, engenheiros, homens da Igreja, militares, e pessoas das classes média e alta, assim como pequenos artesãos e operários. Contrariamente à ideia concebida, apenas uma minoria vivia a tempo inteiro na total clandestinidade.
Todas as camadas sociais, todas as sensibilidades políticas, todas as sensibilidades filosóficas e religiosas estiveram representadas no seio da Resistência francesa. Os judeus, os democratas cristãos, os socialistas e os comunistas foram no entanto os mais representativos, com estes últimos a entrar na Resistência apenas após junho de 1941.
No entanto, algumas categorias foram inversamente responsabilizadas, desde a Ocupação, pelas suas fracas representações na luta clandestina: os camponeses (pelo menos até ao nascimento dos Maquis em 1943), a burguesia e o patronato. O católico François Mauriac escreveu em 1943 que "apenas a classe operária ficara fiel à pátria". Todavia, não se pode colar a esquerda ou o povo à Resistência, nem a direita ou a classe alta à colaboração. Apesar da fraca representação do patronato, existiam grandes exceções tais como a Peugeot e a Michelin, que se recusaram a participar de qualquer atividade de guerra naquela ocasião. A Peugeot se negou a fazer tanques de guerra alegando lutar pela paz , foi muito criticada, mas até os dias de hoje mantem sua postura se negando a fazer armamentos, aviões, tanques de guerra e outros tipos de elementos com finalidade que não sejam pacíficas. Por outro lado a Michelin acabou voltando atrás por volta dos anos 1970 quando realizou testes de seus pneus em caças ingleses que iriam participar da guerra do Vietnã. Mas numerosos elementos tradicionalmente conservadores tais como a Igreja, os militares e a aristocracia deram um tributo significativo à luta.
Muitos estrangeiros combateram ao lado dos resistentes franceses: antifascitas italianos, antinazis alemães e republicanos espanhóis refugiados em França, imigrantes polacos e arménios e judeus apátridas. Franceses ou estrangeiros, os judeus foram sobre-representados na Resistência, a todos os níveis de responsabilidade e em todas as formas de combate subterrâneo.
Inevitavelmente coloca-se a questão "quantos eram?". No conjunto da Resistência francesa, François Marcot tentou dar uma resposta, sublinhando o quanto a questão era delicada e aproximada, propondo o número de 200 000 resistentes para o início do ano de 1944, estimando 500 000 o número de pessoas implicadas na Resistência.
Nos Maquis, a população era consideravelmente mais jovem e sobretudo masculina. Na Bogonha por exemplo, 90% dos maquis eram homens jovens e solteiros, tipicamente entre 22 e 25 anos de idade.
A população dos movimentos de resistência era sobretudo urbana. A origem social dos resistentes seria específica de cada movimento: assim, a OCM (Organisation civile et militaire) era essencialmente constituída por homens de idade madura, muitas vezes de quadros superiores; a Defense de la France recrutava mais estudantes e funcionários; o Front national fora inicialmente criada pelos comunistas e operários, mas acabaria por perder essa especificidade. As redes de informações recrutavam especialmente dentro de algumas profissões: oficiais do exército, representantes do comércio que viajavam bastante. Por entre 600 agentes da rede Manipule contavam-se 20% de mulheres, 50% com menos de trinta anos de idade. A grande maioria dos agentes eram dos meios urbanos. 25% eram operários qualificados ou de quadros técnicos, 25% eram empregados ou funcionários subalternos. O restante era composto por estudantes, profissionais liberais e militares. 13% tinha participado na Primeira Guerra Mundial e 36% na guerra de 1939-1940.

### As mulheres na Resistência

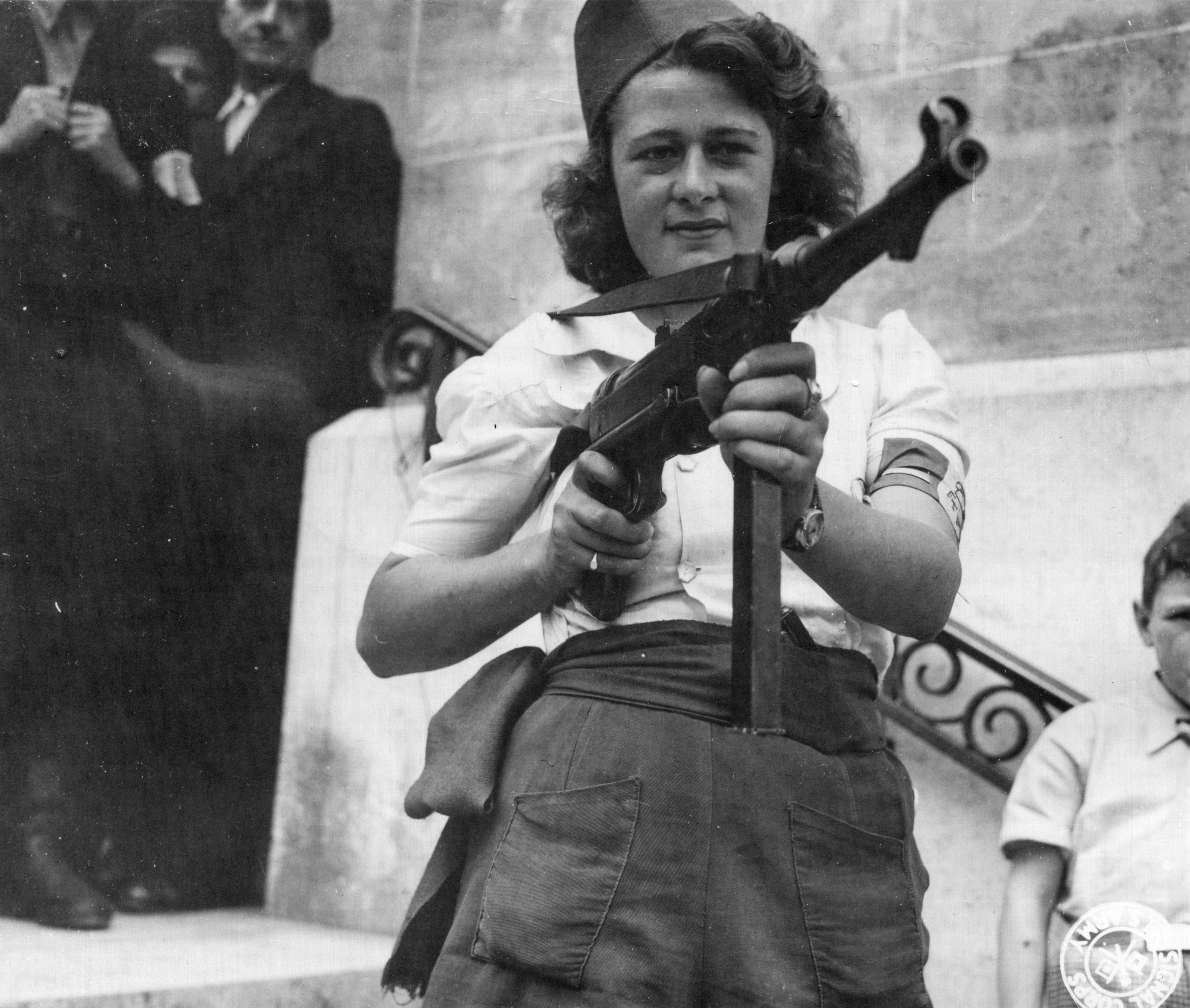
Simone Segouin, conhecida como Nicole Minet, foi uma das mais conhecidas partisans francesas.

Menos numerosas do que os homens, as mulheres representavam 15 a 20% dos resistentes, e cerca de 15% dos deportados políticos. São-lhes dadas, na generalidade, tarefas subalternas. Lucie Aubrac, resistente emblemática, nunca teve um papel definido na hierarquia do movimento Libération-Sud. Hélène Viannay, com mais estudos que o seu marido Philippe Viannay, o fundador de Défense de la France, nunca escreveria um único artigo para o jornal clandestino com o mesmo nome. Por outro lado, Suzanne Buisson, co-fundadora do Comité d'action socialiste (CAS) é a tesoureira do movimento até à sua detenção. Uma mulher, Marie-Madeleine Fourcade, é chefe de rede (fazendo crer aos britânicos que o verdadeiro chefe era um homem). Nenhuma é chefe de um movimento. E apenas uma minoria muito restrita entra na luta armada.
As mulheres organizam manifestações desde 1940, são ativas nos comícios populares do Partido Comunista Francês (PCF) clandestino, são omnipresentes na ajuda material e moral aos grevistas e aos refractários dos maquis. Elas são indispensáveis como datilógrafas, e sobretudo como agentes de ligação - em parte porque os alemães desconfiavam menos das mulheres, e que os inúmeros controlos de identidade dirigidos contra os refractários do STO, não lhes dizia respeito.
Se em março de 1944 o Conselho nacional da Resistência (CNR) não menciona o voto das mulheres nos seus programas de renovação, já o general de Gaulle assina em Alger, a 21 de abril de 1944, uma ordem declarando as mulheres eleitoras e elegíveis sob as mesmas condições que os homens: o papel emancipador das resistentes é portanto reconhecido.
É também importante mencionar que inúmeros combatentes vivem durante toda a guerra como casais, e que a sua resistência seria impossível sem a presença de sua companheira: Cécile e Henri Rol-Tanguy, Raymond e Lucie Aubrac, Paulette e Maurice Kriegel-Valrimont, Hélène e Philippe Viannay, Marie-Hélène e Pierre Lefaucheux, Cletta e Daniel Mayer, etc., formam casais indissociáveis.
São numerosas as resistentes que se casam e que têm filhos em plena clandestinidade, sem interromper a sua luta. Algumas salvam a vida aos seus maridos, tal como Lucie Aubrac ou Marie-Hélène Lefaucheux o fizeram. Outras partilham o seu destino na tortura, deportação e na morte. O célebre comboio de 24 de janeiro de 1943 leva para Auschwitz resistentes franceses (não-judeus e comunistas nas sua maioria) entre os quais viúvas de fuzilados como Maï Politzer, esposa de Georges Politzer, e ainda Hélène Solomon, filha do grande sábio Paul Langevin e mulher do escritor Jacques Solomon.

### O exército e a administração
Os acordos de armistício limitaram os efetivos do exército do governo de Vichy para cem mil (100 000), exclusivamente colocados na zona não ocupada. Por entre esses militares, quer façam parte desse exército de armistício quer tenham sido desmobilizados, são numerosos os que desejam a vingança contra os alemães, sem no entanto desejarem juntar-se ao general de Gaulle em Londres. Como a maioria dos franceses, eles são fiéis ao novo chefe de Estado, o marechal Pétain.
O capitão Henri Frenay empenha-se desde o final de 1940 na constituição em zona livre do movimento Combat, organizado segundo as regras da clandestinidade e que se tornaria num dos movimentos mais importantes da Resistência.
Na zona norte, o coronel Alfred Touny e Jacques Arthuys criam a Organisation civile et militaire (OCM).
O capitão Paul Paillole, chefe dos serviços de contra-espionagem antes da derrota francesa, continua a exercer as suas funções no exército do armistício, mas trabalha em colaboração com os britânicos e continua a perseguir os agentes da Abwehr e do RSHA.
Uma segunda vaga de militares alistar-se-ia na Resistência após a invasão da zona livre em novembro de 1942:
- sob a autoridade do general Frère, que fizera parte do tribunal que condenara de Gaulle à morte, numerosos oficiais e sub-oficiais reagrupam-se a partir do final de 1942 na Organisation de résistance de l'armée (ORA); esta proclama-se "apolítica";
- na Organisation civile et militaire (OCM).

### As redes do BCRA
Em outubro de 1941, no seio da França livre de De Gaulle, é criado o Bureau central de renseignement et d'action militaire (BCRA), dirigido pelo coronel Passy e especializado em missões de sabotagem e de informação. As redes do BCRA, criadas e dirigidas em Londres, estão portanto na fronteira entra a Resistência no exterior e a Resistência no interior.
A Confrérie Notre-Dame, uma das mais famosas dessas redes, é criada pelo coronel Rémy, em novembro de 1940, quando os serviços secretos da França livre ainda não se chamavam BCRA. Honoré d'Estienne d'Orves, oficial da marinha que constituíra na zona ocupada uma rede com 26 pessoas, é preso em maio de 1941 e é fuzilado a 29 de agosto de 1941. Durante a sua viagem a Londres em abril de 1942, Christian Pineau vê-se com a missão de criar uma nova rede de informações: Phalanx. Em 1943, o BCRA obtém a fusão das redes de informação dos Mouvements unis de la Résistance. É assim criada a rede Gallia, ligada ao BCRA, e especializada em informações militares.

### Os serviços secretos britânicos
Três serviços secretos britânicos operaram em território francês: o Special Operations Executive (SOE), criado em julho de 1940 e encarregado da execução de operações; o MI6, responsável pela recolha de informações; e o MI9, encarregado de organizar evasões. Segundo o historiado Michael R. D. Foot, o SOE enviou para a França durante o conflito 1 800 agentes, dos quais 1 750 homens e 50 mulheres. Um em quatro foi preso, uma proporção elevada mas inferior à de outros países: um em dois nos Países Baixos, um em três na Bélgica. Os agentes do SOE armaram 250 000 resistentes franceses, e executaram operações de sabotagem importantes.